# Collazos de Boedo
Collazos de Boedo es un municipio de la comarca de Boedo-Ojeda de la provincia de Palencia, comunidad autónoma de Castilla y León, España.

## Geografía

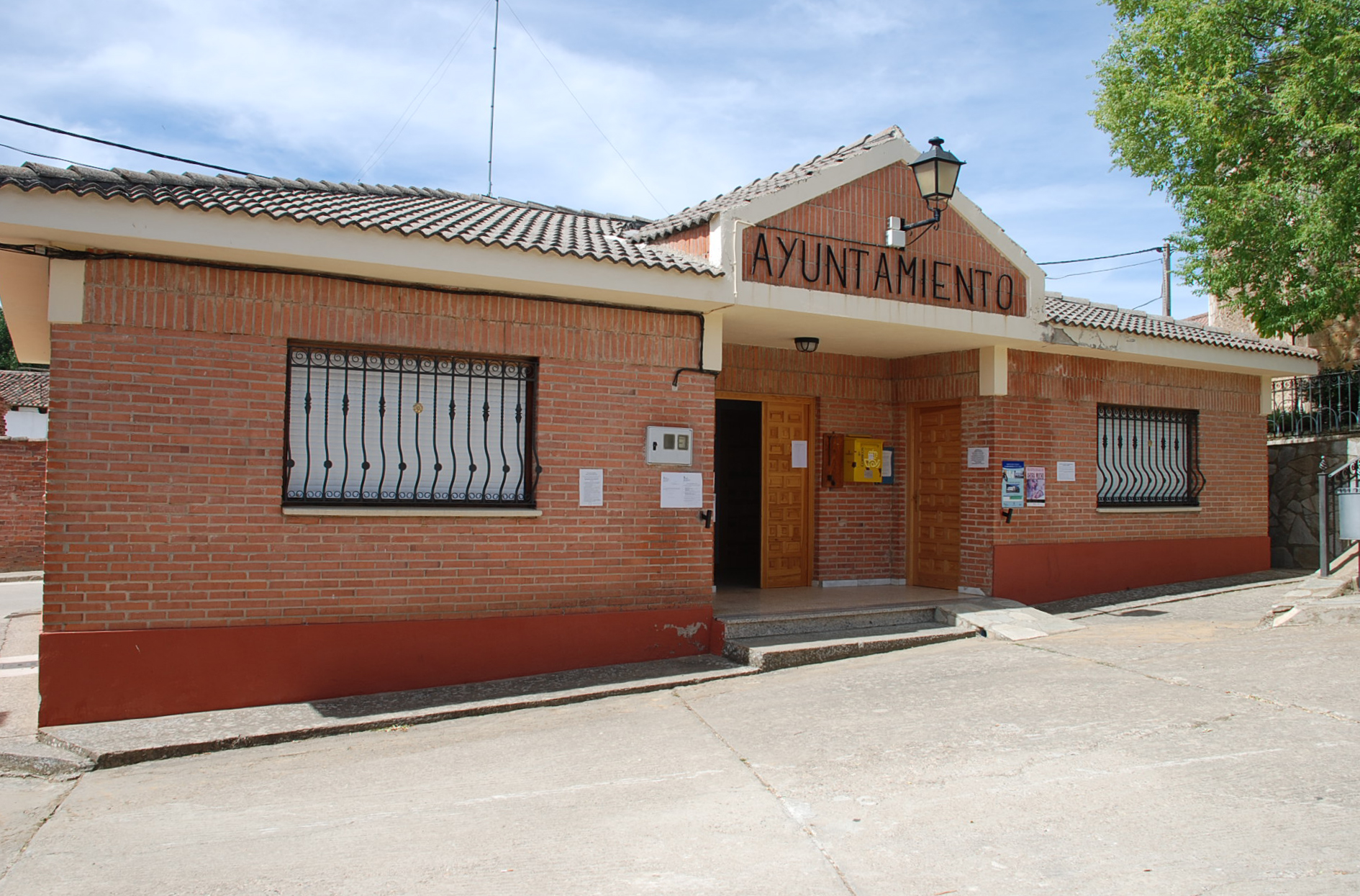
Casa consistorial

Su término municipal comprende la pedanía de Oteros de Boedo. 

## Demografía
Cuenta con una población de 99 habitantes (INE 2024).
| Gráfica de evolución demográfica de Collazos de Boedo entre 1842 y 2021 |
| |
| Población de derecho según los censos de población del INE Población de hecho según los censos de población del INEEntre el censo de 1857 y el anterior, crece el término del municipio porque incorpora a 345067 (Oteros de Boedo) |